# 福建师范大学附属中学
福建师范大学附属中学（英語：Affiliated High School of Fujian Normal University），简称福建师大附中，是一所公立完全中学，为福建师范大学的附属中学。

## 简介[1]

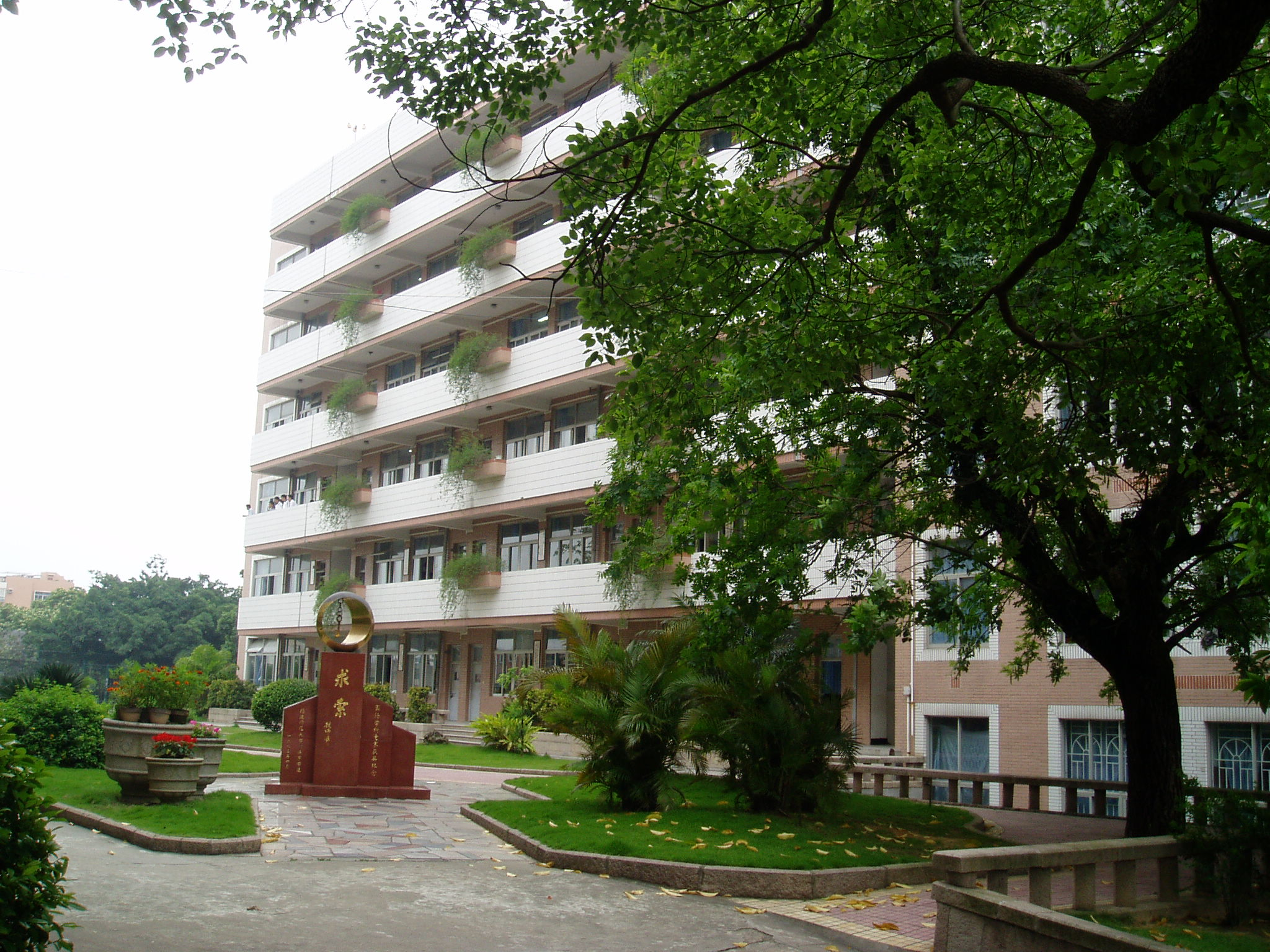
主教学楼和求索碑

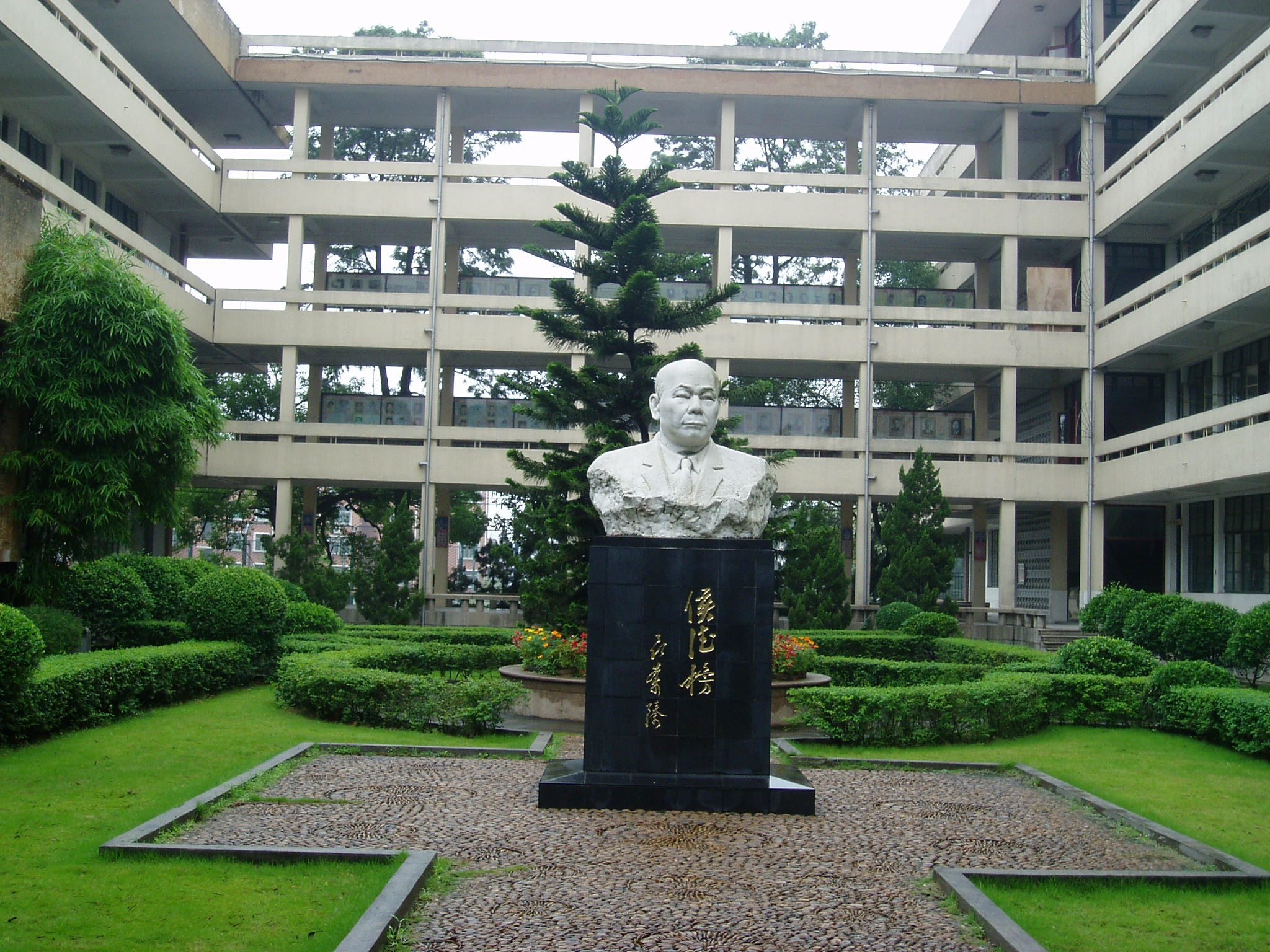
侯德榜石雕

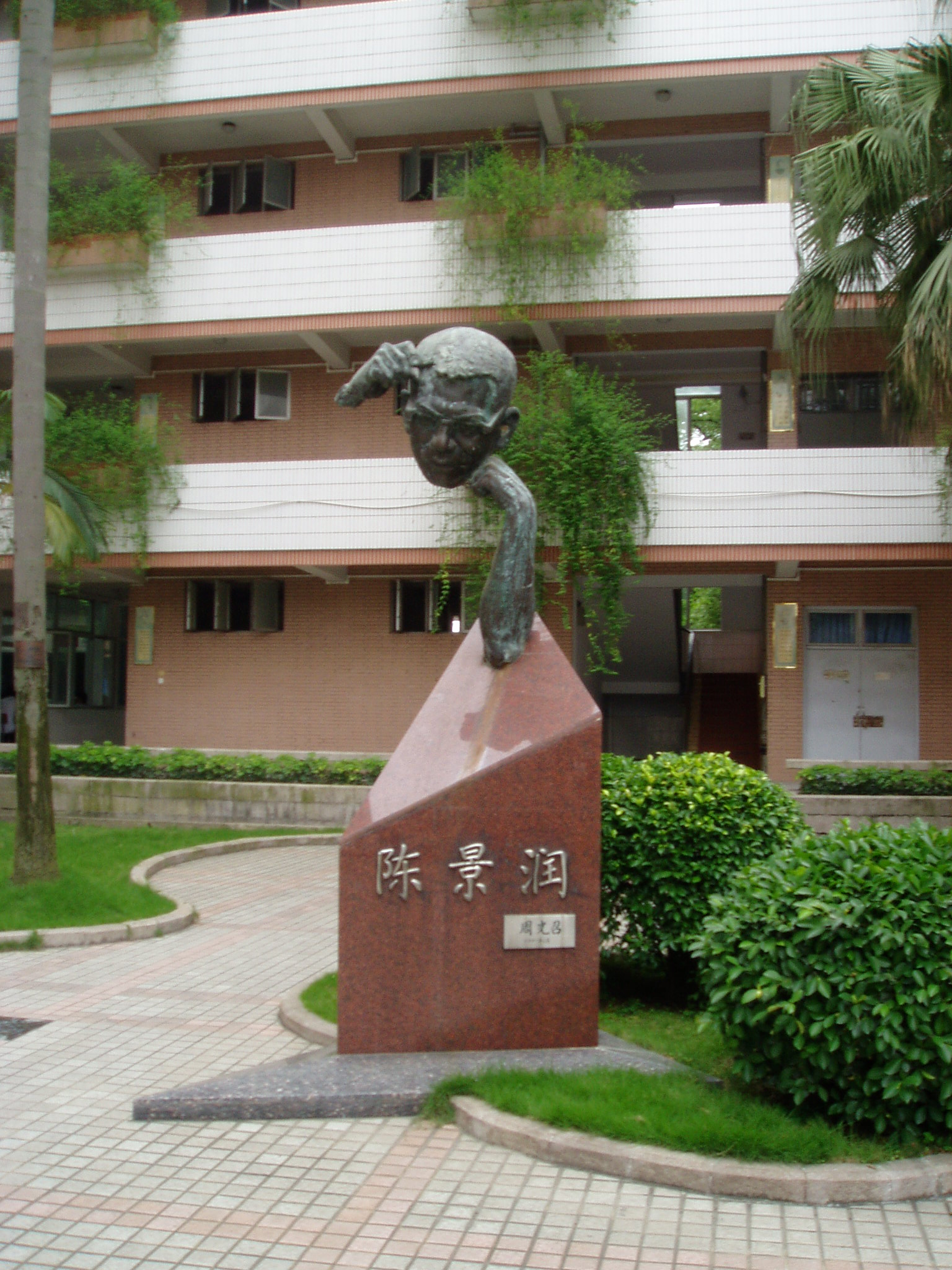
陈景润铜像

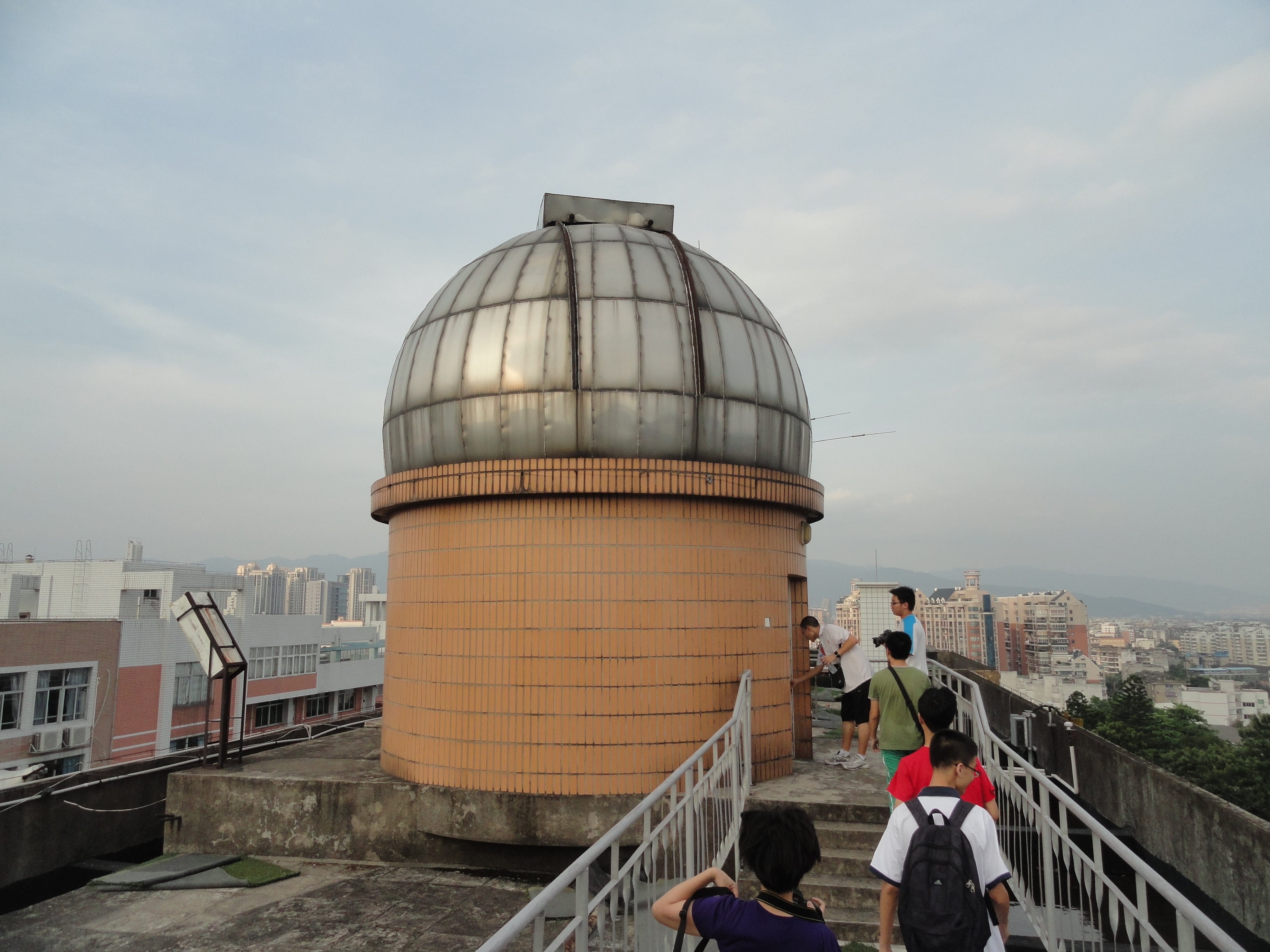
福建师范大学附属中学天文台

福建师大附中位于福州市仓山区对湖路，是福建省首批办好的重点中学之一，1994年被省教委确认为省一级达标学校，2003年9月被省教育厅确认为首批省级示范性普通高级中学。
学校现有校园面积62623平方米（约95亩），建筑面积51795平方米。现有教职工167人，其中高级教师79人。先后有27人评为特级教师，18位教师具有硕士学位。目前有38个高中教学班（含2个空军飞行学员预备班），在校学生1900多人。
作为福建师大附中前身的英华中学创办于1881年。该校在130多年的历史中，涌现了沈元、郭孔辉等12位中国科学院和工程院院士和其他著名专家学者；以及辛亥革命元老、前国民政府主席林森，著名华侨黄乃裳等大批民主革命志士。

## 学校标志
制作于1991年，图案上方是八道光芒的北极星，代表坚定正确的政治方向，又代表八闽大地。下方U字（代表大学）构成的书本，嵌上原子结构中电子运动的轨道（代表附属中学），构成“中”字，象征勤奋学习，热爱科学；也象征福建师范大学附属中学之义。

## 历史
1951年7月31日福建省人民政府接办福州私立英华中学、私立华南女子高级中学，合并成立福州第二中学。同年8月11日又将私立陶淑女子中学并入福州第二中学。1952年改名福州大学附属中学，1953年由于当时的福州大学改名为福建师范学院，更名福建师范学院附属中学。
1970年福建师范学院停办，更名为福州市第二十七中学。随着福建师范学院復办，成立福建师范大学，1973年定为现名。
1998年，该校停止初中招生，成为高级中学。
2022年，福州时代中学转为公立校，成为福建师大附中初中部，福建师大附中成为完全中学。

## 著名校友

### 革命志士
- 林森 前国民政府主席；
- 黄乃裳 著名华侨，前孙中山大元帅府顾问；
- 池步洲 中统特工，成功破译二战日军偷袭珍珠港的电报密码。

### 两院院士
- 沈元，1935年毕业于原英华高中，中国科学院院士，空气动力学家；
- 高由禧，1938年毕业于原英华高中，中国科学院院士，气象学家；
- 王仁，1930年至l934年就读于原福州英华中学，中国科学院院士，力学专家；
- 陈彪，1938至1940年就读于原福州英华中学，中国科学院院士，天体物理学家；
- 曾融生，1942年毕业于原福州英华中学，中国科学院院士，地球物理学家；
- 阙端麟，1947年毕业于原福州英华高中，中国科学院院士，半导体材料学家；
- 卢耀如，1950年毕业于原福州英华高中，中国工程院院士，地质学家；
- 张钹，1953年于毕业于该校高中部，中国科学院院士，俄罗斯自然科学院外籍院士，计算机专家；
- 郭孔辉，1952年毕业于该校高中部，中国工程院院士，汽车工业专家；
- 萨支唐，1949年毕业于该校，中国科学院外籍院士，地、微电子学和半导体器件专家。
- 黎念之，1945至1946年就读于原英华中学。中国科学院外籍院士、美国国家工程院士、台湾中央研究院院士，化工专家，膜科学与技术的奠基人之一。